# Contralto
In musica, il termine contralto designa sia la più grave delle voci femminili, sia la cantante che la possiede, sia il suo registro peculiare. In altri tempi lo stesso termine veniva usato, in alternativa a quello di contraltista, per indicare il cantante castrato che cantava nel medesimo registro.

## Caratteri generali
Tipo vocale molto raro, il contralto ha subito, dal Seicento a metà dell'Ottocento, molti mutamenti, sia dal punto di vista dell'estensione che della tessitura. Secondo il più autorevole didatta dell'Ottocento, Manuel García figlio, la normale estensione del contralto operistico è convenzionalmente da individuarsi nelle due ottave abbondanti comprese tra il fa2 e il sol4, ma tale estensione ha carattere puramente indicativo, non mancando certamente le incursioni sia verso la zona più acuta del pentagramma, sia, soprattutto in epoca barocca, verso quella più grave. In ogni caso, «la massima sonorità per una voce di contralto è stata fissata da alcuni teorici del nostro secolo nell'ottava do3-do4, ma si ritiene che, in precedenza, la zona più sonora potesse essere il la2-la3 (o si2-si3)».

## Le origini
Il termine "contralto" deriva dalla formula, "contratenor altus", usata dalla polifonia del XV secolo per indicare, nelle partiture a quattro voci, la parte che si collocava tra il tenor ed il discantus (o superius, o, in termini moderni, soprano). La formula fu poi abbreviata nel Cinquecento in "contr'alto", o anche semplicemente "alto", e ha dato quindi origine alla terminologia usata in epoca moderna in tutte le lingue europee: il termine "contralto" (sia pur con piccole variazioni vocaliche) è restato in uso soprattutto nelle lingue neolatine (anche in francese, dove ha sostituito il termine antico di bas-dessus), in greco ed in quasi tutte le lingue slave; il termine "alt" si è invece affermato generalmente nell'ambito delle lingue germaniche; nell'inglese moderno si riscontrano sia "contralto", che "alto", il primo peraltro riferito di solito a cantanti di sesso femminile, il secondo ai maschi.
Siccome alle donne era vietato levare la voce nelle chiese secondo il dettame paolino della Prima lettera ai Corinzi («Mulieres in ecclesiis taceant», XIV, 34), le parti di contralto delle composizioni polifoniche, così come quelle di soprano, furono inizialmente "affidate o ai ragazzi cantori o a uomini che imitavano artificialmente il suono della voce femminile (falsettisti artificiali, oggi detti controtenori)", finché verso la metà del XVI secolo iniziarono ad apparire al loro fianco anche le prime voci dei castrati. Tenuto conto che "i ragazzi davano scarso affidamento e, per di più, diventavano inutilizzabili allorché, alle soglie dell'adolescenza, subentrava la < muta >", e che "i falsettisti artificiali, da parte loro, emettevano spesso suoni sgradevoli", i castrati ebbero facile partita, sostituendo completamente i falsettisti nella Cappella pontificia, all'inizio limitatamente alle parti, per i primi più ardue, di soprano, e verso la fine del Seicento anche come contraltisti. L'affermazione dei castrati fuori dall'ambito sacro fu poi anche agevolata dal divieto che era stato imposto da Sisto V alle donne, nel 1588, di mostrarsi sul palcoscenico in tutto lo Stato Pontificio.
I falsettisti, sotto il nome di "altos", rimasero invece pienamente in uso nei cori anglicani delle cattedrali di Canterbury e di San Paolo a Londra, ed anche nella musica corale profana britannica (nel genere detto del glee), ma non acquistarono mai alcun ruolo maggiore in ambito teatrale, almeno fino alla seconda metà del XX secolo.

## Il contralto e l'opera: l'età barocca

### La nutrice comica
Il contralto donna "entrò nell'opera del Seicento come voce grottesca" e fu caratterizzato inizialmente da "tessiture molto gravi e da un'estensione che dal sol o dal la sotto il rigo giunge al massimo al do centrale". L'impiego di questo tipo vocale fu per buona parte del secolo "limitato al ruolo dell'anziana nutrice spesso assetata d'amore e altrettanto spesso disposta a dare consigli spregiudicati alla padrona", alternandosi in questo tipo di parti con il tenore baritonale in travesti. Secondo Rodolfo Celletti, il contralto fu all'inizio preso in considerazione dagli operisti come timbro "grottesco e ignobile", che si esprimeva in "suoni bradi, aperti, cavernosi e «poitrinés»" e a cui veniva riservata esclusivamente una scrittura musicale sillabica o semisillabica, e comunque priva di ornamentazioni (se non a scopo parodistico). L'eccezione fu rappresentata dall'archetipo di questo ruolo, l'Arnalta de L'incoronazione di Poppea di Monteverdi, che costituisce un personaggio vero, e non una semplice macchietta, ed alla quale è affidata "una delle più belle «arie di sonno» che mai sia stata scritta, la celebre «Oblivion soave»".
Agli inizi del nuovo secolo, "il contralto come vecchiaccia comica diventò una figura di repertorio nelle opere di Alessandro Scarlatti", affiancandosi di norma al basso buffo: «la popolarità dei duetti tra le due figure era tale che Scarlatti ne introdusse spesso tre o quattro in una sola opera. Il celebrato contralto [Santa] Marchesini costruì la sua carriera su personaggi di questo tipo e Scarlatti compose per lei diverse parti. Il contralto comico iniziò, tuttavia, a scomparire ..., quando, con l'avvento dell'intermezzo e dell'opera buffa, il basso cominciò ad essere di regola accoppiato a un soprano che interpretava la parte della giovane impertinente». La Marchesini, comunque, continuò la sua attività itinerante nelle varie piazze italiane per quasi tutto il primo quarantennio del Settecento, per poi terminare la sua carriera a Madrid, dove morì intorno al 1748.

### Il grande repertorio barocco

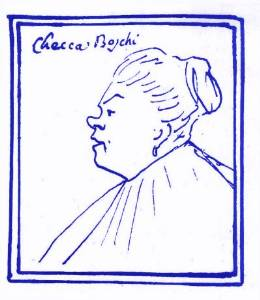
Francesca Vanini Boschi
caricatura di Anton Maria Zanetti

Intanto però il contralto si era anche affacciato, prepotentemente, alle grandi parti serie, interpretando, in condizioni di crescente parità con il soprano, sia ruoli di amorosa e di antagonista, sia, in travesti, parti di amoroso, antagonista e caratterista. "Il primo contralto «serio» di gran fama" fu Francesca Vanini Boschi, cantante di notevole talento, che aveva aperto la sua carriera nel 1690 in opere di Carlo Francesco Pollarolo e di Antonio Lotti, e per la quale Händel compose le parti di Ottone nell'Agrippina e di Goffredo nel Rinaldo, con frequenti passaggi di agilità e su un'estensione vocale che va dal la2 al mi4. "Alla Vanini seguì Antonia Margherita Merighi, bolognese, di bell'aspetto e buona attrice. Debuttò intorno al 1715 e i suoi autori furono principalmente Vivaldi, Porpora, Vinci e Händel, che la scritturò all'Haymarket di Londra dal 1729 al 1731 e poi nella stagione 1737-38. In due parti scritte da Händel per la Merighi - presentata a Londra come «deep contralto», ossia contralto profondo - la nota più grave è il la sotto il rigo, la più acuta è il mi in quarto spazio e, eccezionalmente, il fa sul quinto rigo. La tessitura equivale a quella usata per la Vanini e grava soprattutto nella zona do sotto il rigo - do in terzo spazio. Una tessitura, dunque, piuttosto bassa rispetto a quelle dei contralti dell'Ottocento". All'epoca di Händel, comunque, il contralto donna era ormai entrato a far parte di diritto delle compagnie di opera italiana, e lo stesso compositore sassone ne fece largamente uso, soprattutto in parti di contorno (sia femminili che in travesti), spesso comunque non prive di notevole spessore musicale e drammatico: valgano ad esempio il personaggio di Cornelia nel Giulio Cesare, interpretato dalla cantante inglese (formatasi però in Italia) Anastasia Robinson, o quello di Polinesso nell'Ariodante, creato invece da Maria Caterina Negri, una dei tanti interpreti provenienti dalla Penisola ed ingaggiati per i teatri londinesi da Händel o dai suoi concorrenti.

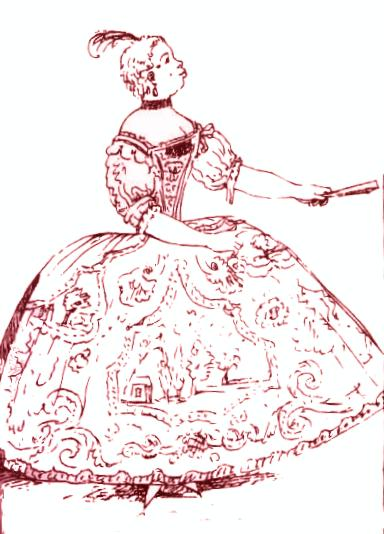
Vittoria Tesi Tramontini
caricatura di Anton Maria Zanetti, il vecchio

"La prima «divina» in chiave di contralto" fu comunque la mulatta Vittoria Tesi Tramontini, detta la «Moretta». Di modeste origini fiorentine, "debuttò sedicenne a Parma e diventò presto famosa cantando a Dresda nel 1718 e 1719 e quindi nei maggiori teatri italiani", nonché per una stagione a Madrid, ed emergendo, "inizialmente, nelle opere di Lotti; quindi nei lavori di Vinci, Hasse, Leo, Porta, Sarro. A Vienna, in fine di carriera eseguì opere di Jommelli", tra gli altri, e di Gluck, per il quale ultimo, nel 1754, creò il ruolo di Lisinga ne Le cinesi, in quella che fu probabilmente la chiusura della sua carriera in palcoscenico. Donna di spirito ed intelligente, guardata con rispetto da letterati e intellettuali, tra cui il Metastasio, espressiva ed elegante secondo alcuni, brutta secondo altri, di lei si può comunque affermare con certezza "che era di statura imponente e morbida e flessuosa nei movimenti scenici perché, a suo tempo, insieme al canto aveva studiato danza. La voce non era bella, timbricamente, ma ampia ed estesa, soprattutto nel registro grave. Nel 1719, a Dresda, cantò con grande successo arie composte per voce di basso [...] Data la statura era molto apprezzata nelle parti maschili, ma appariva a suo agio anche in quelle femminili [...] Stando ad alcune parti scritte per lei, la Tesi aveva, come normale estensione, il tratto sol grave... - fa acuto. Probabilmente nelle variazioni poteva scendere al fa2 e quindi vantava un'estensione di più di due ottave, d'altronde corrispondente a quella che, nel Settecento era considerata la più idonea per un vero contralto".
La specifica fatta da Celletti di "vero contralto" non deve fare meraviglia vista la notevole approssimazione con cui la definizione di contralto venne utilizzata nel corso dei primi due secoli di storia dell'opera. "Il termine di mezzosoprano, in uso nella musica sacra e madrigalistica dei secoli XIV e XV, fu praticamente ignorato dal melodramma del Sei-Settecento e del primissimo Ottocento, periodi in cui si scrisse e si parlò esclusivamente di soprani e di contralti". Ciò determinò la tendenza inevitabile a definire "contralti" anche cantanti non in grado di reggere pienamente le tessiture bassissime allora previste per questo tipo di voce, o comunque di affrontare quelle invece assegnate ai soprani che, all'inizio relativamente poco impegnative, iniziarono ad elevarsi a partire dagli anni trenta del Settecento, segnatamente ad opera di Händel, fino a divenire acutissime. Si trattava in sostanza di esecutrici che in epoca moderna verrebbero senz'altro definite mezzosoprani, ma, siccome tale termine continuava ad apparire sospetto, esse vennero allora designate con quello più aulico di contralto. "Il caso più tipico fu quello di Faustina Bordoni Hasse, per la quale sia Hasse, sia Händel, sia altri compositori adottarono una scrittura da mezzosoprano, sia pure non molto elevata, ma che spesso fu definita come contralto" Non comunque da Johann Joachim Quantz, il quale, in una successiva descrizione della cantante fatta a Charles Burney, resuscitò per lei, ante litteram, il termine desueto di "mezzosoprano". Un discorso analogo può essere fatto, ad esempio, per la musa di Vivaldi, Annina Girò, la quale, a suo tempo costantemente classificata come contralto, viene oggi descritta come mezzosoprano, fra l'altro un po' deboluccio, da Reinhard Strohm. O, ancora, passando alla seconda metà del secolo, per "Dorotea Bussani, non di rado indicata come contralto, ma di fatto mezzosoprano, come dimostrano anche le parti composte per lei da Mozart (Cherubino delle Nozze di Figaro, Despina di Così fan tutte)", e poi per la diva napoleonica Giuseppina Grassini, anch'ella definita di regola contralto, ma trattata musicalmente da mezzosoprano in molte delle grandi parti serie per lei composte da Cimarosa, Nasolini e Zingarelli. Nella seconda metà del secolo, del resto, «ebbe inizio, tra i sopranisti e i soprani, una frenetica corsa ai sopracuti e anche i contralti e i tenori cercarono di adeguarsi. Così, come scriveva Metastasio, nel 1770, a Saverio Mattei, voci leggere e schiarite si sostituirono a quelle ferme, robuste e sonore d'un tempo, con grave danno per l'espressività», e non fa quindi meraviglia che, se non mancarono ovviamente contralti di una certa rinomanza, si trattasse di interpreti "di livello non eccezionale".

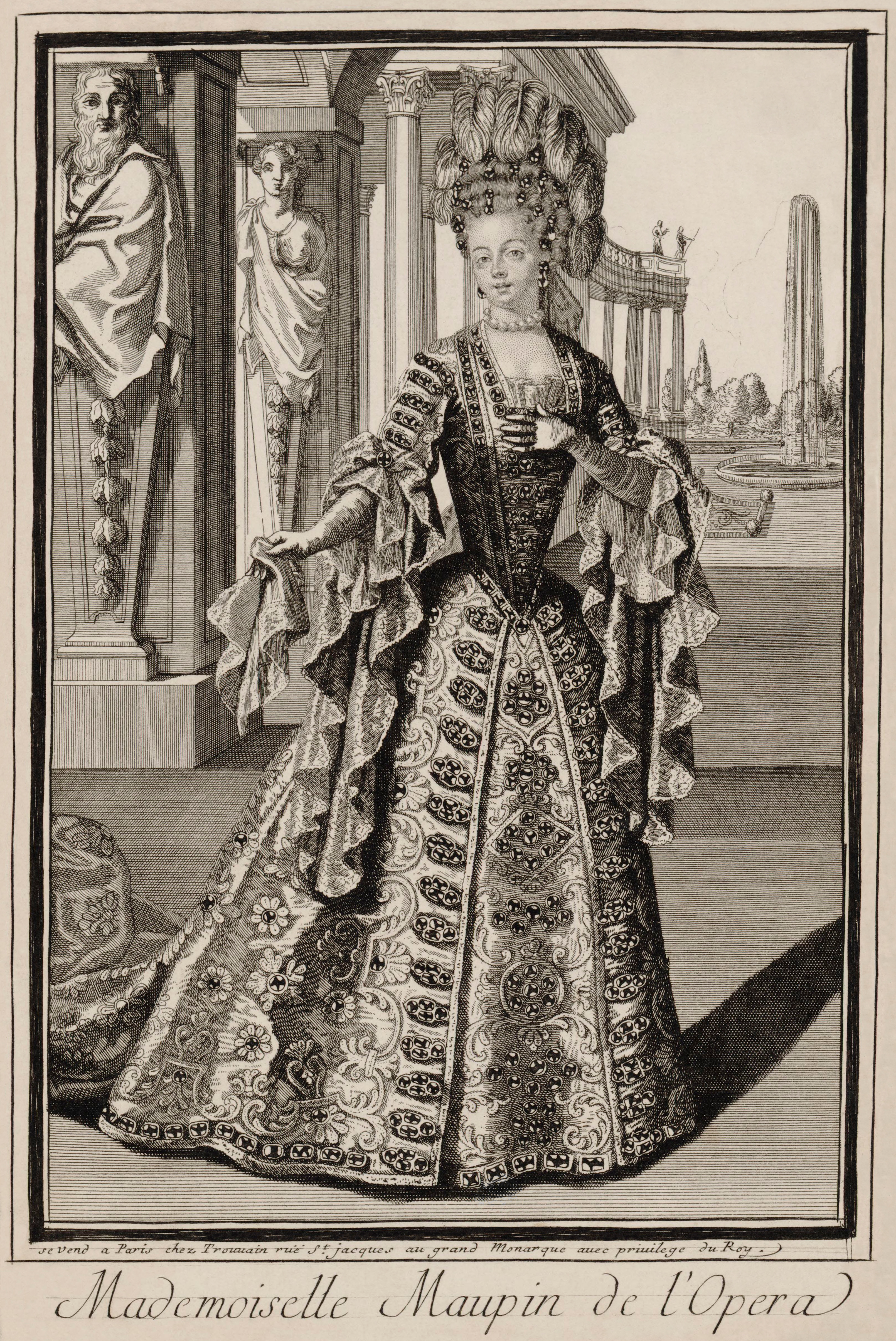
Mademoiselle Maupin
de l'Opéra
Collezione Michel Hennin - Biblioteca nazionale di Francia

### Ilbas-dessus
Durante tutto il grande periodo barocco e, in genere nell'opera settecentesca, "la voce di contralto fu virtualmente sconosciuta in Francia"; infatti, da una parte, il bas-dessus (letteralmente: basso-soprano) francese, dal punto di vista sia dell'estensione che della qualità timbrica, è piuttosto riferibile al mezzosoprano che non al contralto; dall'altra, comunque, le cantanti designate come bas-dessus, e quindi i ruoli solistici scritti per tale tipo vocale, furono estremamente rari. Si ricordano una certa Mademoiselle Gondré, creatrice del ruolo di contorno di Myrrhine in Les festes de l'Hymen e de l'Amour di Rameau, lodata a suo tempo da Rousseau perché in possesso di "una gran bella voce di bas-dessus" (Dictionnaire de Musique, 1768), e soprattutto la leggendaria Mademoiselle Maupin, al secolo Julie d'Aubigny, cantante e spadaccina, mangiatrice di uomini (e di donne), per la quale André Campra scrisse quella che è salutata come la prima parte solistica per bas-dessus dell'opera francese, il ruolo di Clorinda nel Tancrède del 1702, anche se, per la verità, la parte non scende mai sotto il re3.
In effetti, come avrebbe ricordato a metà dell'Ottocento Hector Berlioz, si era ingenerata in Francia, soprattutto nell'ambiente dell'Opéra, la convinzione secolare che il paese non partorisse, per chissà quale motivo, contralti; e quindi, praticamente tutte le parti femminili del melodramma barocco e settecentesco francese sono ascritte al registro di soprano anche quando sono composte in comode tessiture da mezzosoprano. E questo è vero sia per il Seicento e per i primi anni del Settecento (così come, del resto, per l'opera italiana coeva), sia anche per il periodo successivo: le grandi eroine parigine di Gluck, le due Ifigenie, ma anche Armida e Alceste, sono state interpretate, in epoca moderna, quasi indifferentemente da soprani e da mezzosoprani. Contemporaneamente, nei cori, la parte altrove riservata ai contralti era in Francia eseguita dalla voce maschile, "stridula e forzata" secondo Berlioz, dei tenori acuti detti hautes-contre, ciò che costrinse lo stesso Gluck a scompaginare le parti di contralto dei cori delle opere italiane che andava trascrivendo per il teatro francese, onde adeguarle a tale tipo vocale.

## Il contralto e l'opera: il periodo aureo

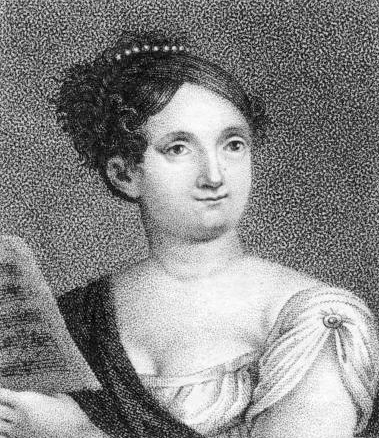
Marietta Marcolini
Incisione a retino di Giovanni Antonio Sasso
(New York Public Library)

Con la fine del Settecento e l'inizio dell'Ottocento si verificò nella storia del canto lirico un fenomeno dalla portata epocale: il disgusto per la pratica della castrazione, da sempre vietata, ma per circa due secoli largamente tollerata in tante parti d'Italia, diede origine alla rapida scomparsa dei castrati dai palcoscenici teatrali. Ciò pose ai compositori coevi il problema di come sostituirli. Ha osservato in merito Rodolfo Celletti, facendo riferimento in particolare all'atteggiamento di Gioachino Rossini:
È, questo, un espediente tipico del primo Ottocento, anche se trova precedenti in Italia — in particolare a Napoli - tra la fine del Seicento e i primissimi del Settecento e nella Londra händeliana poco dopo. In pratica, nel melodramma serio degli inizi dell'Ottocento si comincia ad accettare il tenore per quelle parti di giovani amanti e giovani eroi che fino allora erano state appannaggio dei castrati, ma molto più volentieri ci si serve delle donne e, in specie, del contralto. Nasce così il <contralto musico>, specialista in parti scritte per castrati o che, in altri tempi, sarebbero state eseguite da castrati. [...] [In questo tipo] di voce Rossini intravede la possibilità di far rivivere i prodigi vocali dei castrati e la sua concezione, se collegata al gusto del tempo, è d'una logica impeccabile. Anzitutto sussistono le antiche prevenzioni belcantistiche nei confronti del tenore - che nel melodramma serio continua ad essere baritonale - se impiegato in parti di amoroso. Poi la corda di contralto presenta, nel settore grave, inflessioni virili che richiamano, insieme, certi colori del contraltista castrato e quell'ambiguità sessuale tanto cara al belcantismo; ma, spinta al settore acuto, poteva acquistare il timbro chiaro, delicato e brillante del soprano. Di qui la sensazione acutamente còlta da Théophile Gautier quando ascoltò Marietta Alboni, uno dei più grandi contralti rossiniani della storia. « Une voix si féminine et en même temps si mâle! Juliette et Roméo dans le même gosier! ».»
Nella prima parte dell'Ottocento si assiste dunque ad un'improvvisa rinascita, e quindi al periodo aureo, della diffusione della voce di contralto: i maggiori operisti dell'epoca scrivono parti importanti per questo timbro vocale, esso costituisce anzi "il muro maestro" del belcantismo rossiniano (di quel Rossini, cioè, che di tali operisti fu, e continua ad essere considerato, il principe), e le voci delle nuove leve canore vengono addestrate ad affrontare questo tipo di repertorio. Né, "il fenomeno ... fu soltanto italiano. Tanto per dire: in Austria e in Germania un contralto tedesco Marianne Marconi Schönberger divenne famosa nelle parti di tenore mozartiano, come Tito, Belmonte, Tamino". Il "contralto musico", così chiamato perché impiegato, nelle compagnie operistiche, in sostituzione dei musici (come, con un eufemismo, erano stati tradizionalmente definiti i castrati), costituì l'aspetto principale della rinascita della voce di contralto. Prima e dopo Rossini, "usarono il contralto in travesti Mayr, Paër e i coevi, fino a giungere a Meyerbeer, Donizetti e Mercadante nelle loro prime opere". Secondo Celletti, un elenco dei ruoli scritti per il contralto musico "includerebbe, nei primi trentacinque anni dell'Ottocento, forse più di un centinaio di casi, [tra cui]: Enrico di Borgogna e Abenamat della Zoraide di Granata in Donizetti; Edemondo nell'Emma di Resburgo, Almanzor dell'Esule di Granata in Mayerbeer; Enea nella Didone abbandonata, Osvino dei Normanni a Parigi, Don Diego della Donna Caritea e il protagonista dell'Uggero il danese in Mercadante; Corrado nel Corsaro e Wilfredo dell'Ivanohe in Pacini e, naturalmente, il Romeo di Giulietta e Romeo di Vaccaj e dei Capuleti di Bellini". Il contralto musico non fu neanche un fenomeno limitato esclusivamente all'opera italiana: ancora negli anni trenta e quaranta dell'Ottocento Michail Glinka affidava al contralto russo Anna Petrova, specializzata nell'interpretazione di personaggi maschili, i ruoli di Vanya in Una vita per lo Zar e di Ratmir in Ruslan e Ljudmila. L'utilizzo del contralto nelle parti in travesti non ebbe però carattere di esclusività, ed anzi "... al contralto [andarono] anche parti di amorosa nell'opera seria e, soprattutto, nell'opera comica". A tale schema di utilizzo si atterrà sostanzialmente anche Rossini, che userà "il contralto sia come amoroso in travesti, sia come primadonna buffa, senza tuttavia escludere qualche parte di antagonista (ad esempio Andromaca nell'Ermione)", ma anche Zomira nel Ricciardo e Zoraide ed Emma nella Zelmira (che funge, per la verità, da amica e sostenitrice della primadonna). Non mancheranno neppure due ruoli in travesti a carattere non protagonistico, "in un'opera giocosa (Edoardo della Matilde di Shabran) e in una semiseria: Pippo della Gazza ladra. In questo secondo caso, ... si tratta ... di un'anticipazione delle parti, dette di paggio, come compariranno più volte in Donizetti e operisti successivi e nelle quali il personaggio adolescente funge da amico e da confidente".

### Caratteri del contralto rossiniano

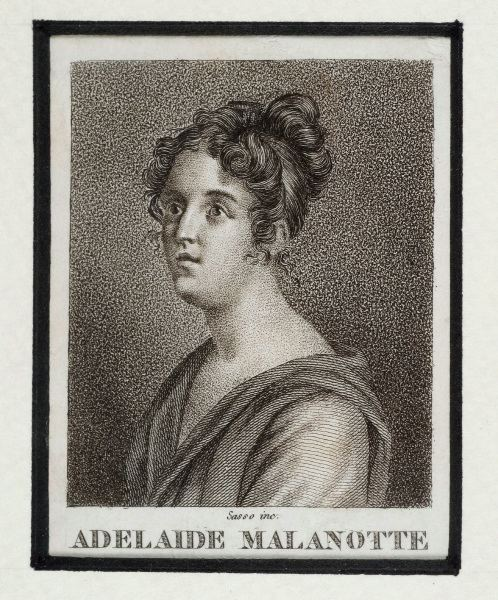
Stampa di Giovanni Antonio Sasso
(Archivi di Teatro Napoli] -Collezione Ragni: interpreti e compositori)

L'estensione tipica del contralto dei primi anni dell'Ottocento, soprattutto nella sua versione rossiniana, fatte salve le eccezioni del caso, "coincide con il tratto sol2-si4. [...] Al si4 il contralto sale esclusivamente nel canto vocalizzato (per lo più nelle volate), mentre nel canto sillabico, non oltrepassa, di solito, il fa4 o il sol4. La tessitura, sempre nel canto sillabico, gravita in gran parte sul tratto do3-do4".
Nel genere virtuosistico il contralto venne del tutto assimilato al soprano, dal punto di vista delle difficoltà e dell'articolazione dei passi di agilità.

### I grandi contralti dell'Ottocento

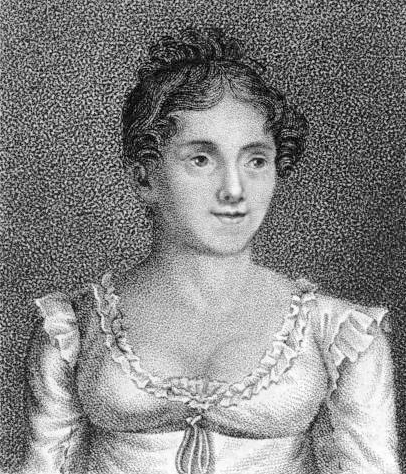
Rosmunda Pisaroni
Incisione a retino di Giovanni Antonio Sasso
(New York Public Library)

Come di consueto, se fiorirono cantanti sicuramente individuabili come autentici contralti, furono numerosi i mezzosoprani che si esibirono nel repertorio delle prime, o che crearono loro stesse dei ruoli importanti tipologicamente ascrivibili al contralto. Così, non vengono tradizionalmente considerati contralti autentici né Adelaide Comelli, prima interprete della parte di Calbo nel Maometto II,, né Giuditta Grisi, primo Romeo belliniano; né, per la stessa corrente di idee, erano contralti autentici Giuditta Pasta, interprete abituale della Cenerentola o del Tancredi (nei ruoli titolari), o Maria Malibran quando vestiva i panni di Rosina, Arsace o addirittura Otello. La nuova leva di contralti fu aperta da Elisabetta Gafforini, "la più illustre rappresentante dei contralti di genere giocoso per tutto il periodo che precede l'affermazione di Rossini", alla quale seguirono nello stesso genere Geltrude Righetti Giorgi e Maria Marcolini. La prima fu la creatrice dei due ruoli rossiniani rimasti maggiormente in repertorio, Rosina e Cenerentola, il primo per decenni eseguito da soprani di coloratura, secondo una prassi avversata al suo sorgere dalla stessa Righetti Giorgi. La seconda, oltre alle parti di primadonna buffa nell'Equivoco stravagante, La pietra del paragone e L'italiana in Algeri, interpretò anche personaggi in travesti nelle opere serie giovanili del compositore di Pesaro. Si trattava in entrambi i casi di contralti non particolarmente profondi. La tessitura delle parti composte per la Righetti Giorgi, che pure era in possesso di un'estensione compresa addirittura tra il fa2 e il si4, è molto elevata, da "contralto acuto (mezzo contralto o contraltino) con diversi caratteri del mezzosoprano. A tessiture di contralto puro, ma non profondissimo, appartengono invece le parti composte per Marietta Marcolini", con l'eccezione, per la verità, del ruolo di Ernestina nell'Equivoco stravagante, quello interpretato al suo primo incontro con Rossini, la cui scrittura "è molto acuta per un contralto, quasi da soprano". Attrice molto briosa e prestante, "vocalista rifinita e dotata di grande agilità, ebbe anche un timbro di rara dolcezza. Nel repertorio giocoso il suo grande personaggio fu Isabella dell'Italiana in Algeri, in quello serio Ariodante della Ginevra di Scozia di Mayr".
Parti più gravi, come tessitura, "e, in un certo senso, più epicheggianti", furono composte da Rossini, in inizio di carriera, per Adelaide Malanotte, veronese, prima interprete di Tancredi, apprezzata da Ferdinand Hérold "per lo stile, il gusto e la perfetta intonazione", nonché, poco prima di partire dall'Italia, per Rosa Mariani, creatrice del ruolo di Arsace nella Semiramide, che per questa parte sarebbe passata alla storia, divenendone in un certo senso specialista e portandola anche al King's Theatre di Londra nel 1832. La principale esecutrice di questo tipo di parti fu comunque Rosmunda Pisaroni, probabilmente il più grande contralto rossiniano del periodo della piena attività del pesarese come operista. La Pisaroni aveva esordito come soprano, "ma nel 1816, sembra per consiglio di Rossini, si mutò in contralto. [...] Ebbe una voce piena, sonora, potente, molto estesa in basso, tanto che, nel sestetto «Oppressa, smarrita» del I atto di Ricciardo e Zoraide, Rossini assegnò [al personaggio da lei interpretato] addirittura un mi bemolle sotto il rigo. Era anche molto versata nelle agilità e variava con molto gusto. Ma la sua dote più tipica fu un fraseggio maestoso, ampio, ridondante. Fu probabilmente il miglior Malcolm e il miglior Arsace del suo tempo. [...] La Pisaroni amava spingersi fino agli estremi acuti, ma come notò Castil-Blaze in Théâtres Lyriques de Paris, in alto il suono era sottile e chiaro. Aveva due voci: di uomo in basso e di gattina in alto".
Le opere che Rossini compose (o rielaborò) in Francia dopo la sua partenza dall'Italia nel 1823 non contengono parti rilevanti per contralto, in adesione al tradizionale disinteresse locale per questo tipo di voce, ma i suoi lavori italiani continuarono ad essere eseguiti sui palcoscenici lirici internazionali per diversi decenni, salvo poi gradualmente scomparire del tutto (con qualche eccezione, come, in primis, Il barbiere di Siviglia): ancora nel 1880, comunque, la sua Semiramide fu ad esempio scelta per l'inaugurazione del maggior teatro lirico di Roma, il Teatro Costanzi. In tale situazione, furono ancora numerosi i grandi contralti che si affermarono su quegli stessi palcoscenici. Marietta Brambilla fu probabilmente la prima in ordine cronologico: nata a Cassano d'Adda, figlia maggiore in una famiglia straordinaria di cantanti liriche, dotata di un'estensione autenticamente contraltile compresa tra il sol2 e il sol4, divenne una specialista dei ruoli in travesti e fu la prima interprete (oltre che di Paolo nella Francesca da Rimini di Pietro Generali, nel 1828) di Maffio Orsini nella Lucrezia Borgia (1833) e di Pierotto nella Linda di Chamounix (1842) di Donizetti. Più avanti, nella seconda metà del secolo, sarebbero, tra le altre, emerse ancora, in ordine cronologico: Barbara Marchisio rimasta famosa per la coppia indissolubile che formò con la sorella Carlotta, soprano, a cui Rossini stesso fece in tempo ad affidare i due ruoli solistici femminili nella prima esecuzione privata della Petite messe solennelle; Marietta Biancolini, prima interprete della parte di Laura Adorno nella Gioconda di Ponchielli; Guerrina Fabbri, della quale ci sono pervenute registrazioni fonografiche di grandi brani rossiniani (Semiramide, Italiana e Barbiere), belliniani (Capuleti) e donizettiani (Lucrezia Borgia), oltre che dell'aria "Figlio mio", dal Profeta di Meyerbeer, dalle quali, "ad onta delle inevitabili imperfezioni dovute al sistema di registrazione, ... è possibile farsi un'idea della fenomenale ampiezza dei bassi, e inoltre si percepisce un'immagine, sia pure riflessa, della vocalizzazione della scuola rossiniana". La Fabbri fu caldamente proposta a Verdi, da Boito e Ricordi, come la Quickly ideale per il Falstaff durante la fase di gestazione dell'opera, ma il compositore bussetano non ne volle sapere, perché gli appariva appunto troppo rossiniana. Esclusa così dalla prima esecuzione assoluta dell'ultimo melodramma verdiano (1893), la Fabbri si rifece diventando, sotto la bacchetta di Toscanini, l'interprete fissa del personaggio in tutte le riprese scaligere fino al 1913.

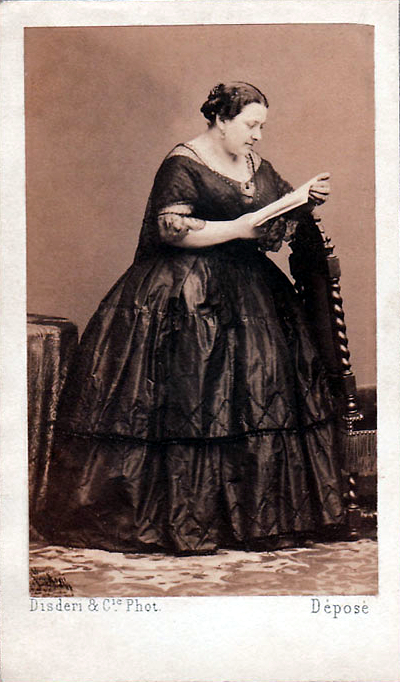
Marietta Alboni
carte de visite di André Adolphe Eugène Disdéri

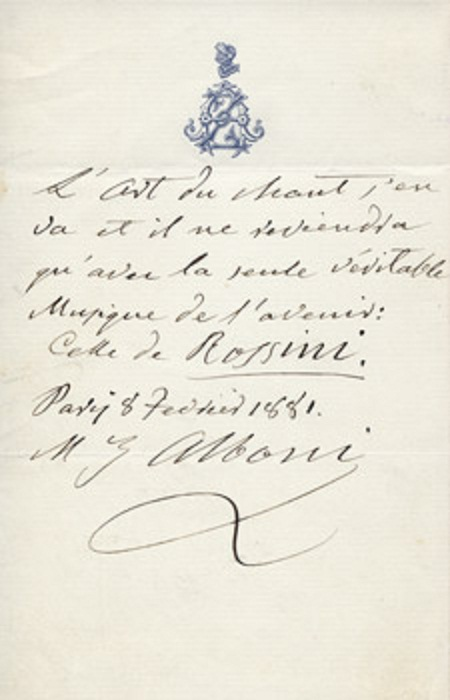
Nota manoscritta di Marietta Alboni sull'arte di Rossini
Il testo in francese recita:
«L'Arte del canto se ne va e ritornerà soltanto con l'unica autentica Musica dell'avvenire: Quella di Rossini. Parigi, 8 febbraio 1881»
(segue la firma)

Prima delle cantanti nominate da ultimo, però, a cavallo della metà dell'Ottocento, era apparso sui palcoscenici europei (e non solo) "il più famoso contralto del secolo": Marietta Alboni. "Estesissima anche in alto, era un autentico contralto dal fa sotto il rigo al sol acuto, quindi fino al do sovracuto era un eccellente soprano." Questo le permise di interpretare, oltre ai grandi ruoli, contraltili e mezzosopranili, rossiniani, verdiani, donizettiani, e a Fidès di Meyerbeer, anche parti come Amina della Sonnambula o Maria della Figlia del reggimento. D'altro canto, però, "nel 1847, al Covent Garden di Londra eseguì una parte di baritono, Don Carlo dell'Ernani. Su questo fenomeno vocale si scrisse moltissimo, specialmente in Francia. Il timbro era vellutato e dolcissimo, l'emissione eccezionalmente spontanea e la vocalizzazione fluida, spigliata, veloce e fantasmagorica come quella dei maggiori soprani d'agilità. Come interprete emergeva nel canto affettuoso, tenero, «volottuosamente lamentoso»." La sua vita e la sua carriera si svolsero a contatto e all'ombra di Rossini, dal provino che ella fece, tredicenne, di fronte al grande maestro pesarese, allora consulente del Liceo Musicale di Bologna, al fine di essere ammessa alla scuola, alla prima scrittura procuratale dalle entrature dello stesso per darle i mezzi per terminare gli studi, al rapporto amicale che li legherà durante il lungo soggiorno parigino di entrambi, alla commovente devozione che la cantante dimostrerà nei confronti del maestro dopo la sua scomparsa. Già fuori dalle scene da diversi anni per motivi di ordine familiare, in occasione della cerimonia funebre di Rossini l'Alboni volle partecipare attivamente alla commemorazione nella Chiesa della Trinità a Parigi, eseguendo tra l'altro, in coppia con Adelina Patti, una strofa del Dies irae (Liber scriptus), adattata alla musica del duetto dello Stabat mater, Quis est homo, e producendo un effetto straordinario. Non solo, ma accettò poi di portare in tournée, quella Petite messe solennelle che Rossini le aveva confessato di aver orchestrato pensando alla sua voce e perché fosse lei ad interpretarla. E, quando nel 1887, si decise di traslare i resti mortali di Rossini in Santa Croce a Firenze, la sessantunenne pingue cantante, da decenni ormai stabilitasi a Parigi e divenuta una ricca e sedentaria signora, ma ancora in possesso di notevoli doti vocali, si armò di penna e calamaio e scrisse a Roma, al ministro degli esteri Di Robilant, per mettersi "a disposizione del Governo italiano, reclamando l'onore come italiana e come scolara dell'immortale Maestro, di cantare la messa (l'ultima composizione musicale di Rossini) nella mia cara e amata Patria, nel giorno in cui avrà luogo la cerimonia funebre". Il progetto generoso dell'Alboni non poté andare in porto, ed ella dovette limitarsi a presenziare in lacrime alla cerimonia di esumazione della salma nel cimitero di Père-Lachaise: l'inviato parigino della Fanfulla di Roma annotò per il suo giornale che i fotografi avevano "fissato nello stesso obiettivo quella che fu la più grande esecutrice della Cenerentola e della Semiramide e ciò che resta di colui che scrisse questi capolavori", così quasi plasticamente rappresentando l'esaurimento della vicenda storica del contralto ottocentesco.

## L'eclissi del contralto
Nonostante la fioritura di contralti che si ebbe in parallelo con il successo della grande produzione rossiniana per questo tipo di voce, l'avvento del Romanticismo in musica, e dei nuovi gusti artistici ad esso connessi, posero le basi per la successiva rapida eclissi di questo tipo vocale. Nel quadro di una generale ripresa della moda delle voci acute, il nuovo realismo romantico tese a prediligere la voce di soprano, "più innocente ed estatica nelle parti di innamorata, e più brillante in quelle di primadonna buffa", mentre determinò l'affermazione del tenore romantico di timbro chiaro che monopolizzò da allora in poi i ruoli di amoroso. Contemporaneamente, per la prima volta nella storia dell'opera, la voce di mezzosoprano acquistò una sua vera autonomia tipologica: troppo realistica per i belcantisti, essa incontrò, proprio per lo stesso motivo, il gusto dei romantici, che ne fecero l'antagonista del soprano e talvolta anche una protagonista. In queste condizioni, il contralto si trovò dapprima relegato alla caratterizzazione di personaggi adolescenziali e alle parti cosiddette di paggio, come quella di Smeton nell'Anna Bolena, o di Pierotto nella Linda di Chamounix, o, sotto molti punti di vista, quella dello stesso Maffio Orsini della Lucrezia Borgia, che, se non può più ormai essere considerato un adolescente, ne mantiene comunque molti aspetti del carattere. "Successivamente si [tornò] al concetto seicentesco della voce di contralto emblema della tarda età", anche se ora indirizzata non tanto in senso grottesco, quanto drammatico e finanche satanico. In effetti, e "su una base assai più ampia di quanto si possa dire per il basso tra gli uomini, la voce di contralto è [stata] generalmente considerata come poco romantica", e le conseguenze di ciò si fecero rapidamente sentire a livello del repertorio: nelle nuove produzioni operistiche i grandi ruoli per contralto andarono rarefacendosi rapidamente. Non è probabilmente un caso che una cantante del livello di Marietta Alboni non sia stata protagonista di nessuna prima esecuzione di qualche rilevanza storica, e che, alla fine, l'unico personaggio di repertorio che possa essere, almeno in certo senso, considerato sua creazione, fu il paggio Urbain de Gli ugonotti, che Mayerbeer traspose dall'originaria scrittura per soprano e dotò, appositamente per lei, di una nuova grande aria nel secondo atto ("Non! – non, non, non, non, non! Vous n'avez jamais, je gage"). Verdi aveva in proposito idee chiarissime: «Non vuol saperne a nessun patto di scrivere per l'Alboni – ebbe a riferire di lui un funzionario della Fenice all'epoca della messa in cantiere della Traviata.– Egli dice che scrive le sue opere perché girino, e che un lavoro fatto per l'Alboni non avrebbe più che due o tre noli all'anno». Nel vastissimo repertorio verdiano esistono due sole parti maggiori autenticamente contraltili, Federica della Luisa Miller (per di più, in effetti, di non grande rilievo) e Mrs. Quickly del Falstaff, a cui viene aggiunto anche il personaggio di Ulrica di Un ballo in maschera, seppur non privo di diversi tratti del mezzosoprano, nonché, secondo Piero Mioli, quello di Maddalena del Rigoletto. Il ragionamento fatto per Ulrica vale anche per Fidès del Profeta di Meyerbeer, grande personaggio di madre, tipologicamente contraltile, ma creato da Pauline Viardot, che autentico contralto sicuramente non era. Wagner scrisse una sola parte per contralto, Erda nell'Anello del Nibelungo, "i cui vaticinii hanno bisogno di un timbro sepolcrale", così come soltanto uno sarà il ruolo contraltile di rilievo riscontrabile nella produzione pucciniana, la vecchia e severa Zia Principessa di Suor Angelica.

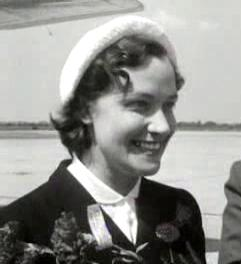
Il contralto inglese Kathleen Ferrier
al suo arrivo al Festival d'Olanda (1951)

Nella rarefazione dei ruoli a loro dedicati, è stato inevitabile che i sempre meno numerosi contralti tendessero a convergere sul ben più nutrito repertorio mezzosopranile: è tipico il caso della già citata Marietta Biancolini, alla quale si deve la creazione del personaggio di Laura Adorno nella Gioconda, parte chiaramente riconducibile al registro di mezzosoprano. Viceversa, per i mezzosoprani è stato naturale affrontare, oltre ai numerosi ruoli collocati a mezza strada tra i due registri (come la protagonista di Sansone e Dalila di Saint-Saëns), anche quelli originariamenti scritti per contralto. Si è così arrivati, a partire dalla fine dell'Ottocento, ad una quasi totale sovrapposizione dei due registri, al punto che è molto difficile da allora parlare di contralti tout court, trattandosi invece quasi sempre di "voci che, pur cantando spesso da mezzosoprano, [mostrano] qualche carattere del contralto". Perfino a livello terminologico, da una situazione in cui si parlava solo di "soprani" e "contralti" (inizio dell'Ottocento), si è scivolati gradualmente, verso la metà del Novecento, all'estremo opposto, in cui il termine "contralto" era ormai divenuto una rarità.
Ed in relazione ai contralti della prima parte del Novecento, «[Giacomo] Lauri-Volpi (Voci parallele) scrisse di averne ascoltati soltanto tre: Gabriella Besanzoni, Margarete Matzenauer e Matilde Blanco Sadun». Altre fonti ne aggiungono di ulteriori: Clara Butt, Ernestine Schumann-Heink, Sigrid Onegin, Kathleen Ferrier; la renaissance di Rossini e del Barocco alla fine del secolo ha riportato a nuova vita il repertorio e il termine di "contralto", inducendo alcune interpreti a preferirlo a quello, meno ricercato, di mezzosoprano: Ewa Podleś, Bernadette Manca di Nissa, Sara Mingardo, e più recentemente le ancor giovani, Marie-Nicole Lemieux, canadese, e Sonia Prina, italiana. Ad esse va aggiunta, se non altro per l'appassionata perorazione contenuta nel libro Ermafrodite armoniche (2011), significativamente intitolata, Il contralto non è morto!, Elisabetta Fiorillo.

## Terminologia
Il termine "contralto" viene anche utilizzato con significati ed in ambiti diversi, rispetto a quelli trattati nella presente voce.

### Voce maschile
Per l'impiego della voce maschile nel registro di contralto, si vedano le voci Contraltista e Castrato.

### Chiave musicale
La chiave di contralto è la chiave di do collocata sulla terza linea del pentagramma, usata in sede scolastica o nelle parti di viola.

### Strumenti musicali
In una famiglia strumentale, il termine distingue il taglio di strumento la cui estensione è simile a quella del registro di contralto vocale (ad es. sassofono contralto e corno francese) o che si trova compreso tra il taglio di soprano e quello di tenore della rispettiva famiglia (ad es. flauto dolce contralto, trombone contralto e flicorno contralto). Talvolta la nomenclatura degli strumenti contralti differisce da questo schema per motivi storici: si veda ad esempio la viola (contralto/tenore della famiglia degli archi), il corno inglese (contralto dell'oboe) o il corno di bassetto (molto simile al clarinetto contralto).